# Chad Barson
Chad Barson (Columbus, 25 februari 1991) is een Amerikaans voetballer die bij voorkeur als verdediger speelt. Hij verruilde in 2013 Michigan Bucks voor Columbus Crew.

## Clubcarrière
Barson tekende op 10 januari 2013 een Homegrown contract bij Columbus Crew. Op 18 mei 2013 maakte hij tegen Toronto FC zijn debuut. In diezelfde wedstrijd maakte hij ook direct zijn eerste professionele doelpunt waardoor Columbus de wedstrijd met 1-0 won.